# NGC 7813
NGC 7813 este o galaxie situată în constelația Balena. A fost descoperită în 1886 de către Frank Muller.